# أليكس بيرد
أليكس بيرد (بالإنجليزية: Alex Beard)‏ هو رسام أمريكي، ولد في 1970.